# Ralph Amsden
Ralph Osburn Amsden (Chicago, 1º gennaio 1917 – Pontiac, 2 novembre 1988) è stato un cestista statunitense, professionista nella NBL.

## Carriera
Giocò per una stagione nella NBL, disputando 11 partite con 2,2 punti di media.